# La Vega, Altotonga
La Vega är en ort i Mexiko.   Den ligger i kommunen Altotonga och delstaten Veracruz, i den sydöstra delen av landet, 220 km öster om huvudstaden Mexico City. La Vega ligger 941 meter över havet och antalet invånare är 252.
Terrängen runt La Vega är kuperad åt nordväst, men åt sydost är den bergig. Runt La Vega är det ganska tätbefolkat, med 120 invånare per kvadratkilometer. Närmaste större samhälle är Tenochtitlán, 10,4 km öster om La Vega. I omgivningarna runt La Vega växer i huvudsak städsegrön lövskog.